# Batrachorhina griseofasciata
Batrachorhina griseofasciata är en skalbaggsart som beskrevs av Stefan von Breuning 1938. Batrachorhina griseofasciata ingår i släktet Batrachorhina och familjen långhorningar. Inga underarter finns listade.